# 피너츠의 등장인물 목록
다음은 찰스 먼로 슐츠의 만화 《피너츠》의 등장인물 목록이다.

## 주인공

### 찰리 브라운
본명 찰리 브라운. 1회인 1950년 10월 2일부터 등장하였고, 스누피의 주인이다. 생일은 10월 30일. 취미는 야구이지만 전혀 잘 하지 못한다. 감독 겸 투수를 맡은 야구 팀은 매번 지지만 찰리가 빠지면 이긴다. 연을 띄우려 하면 '연 먹는 나무'가 먹어버리고, 애완견도 '둥근 머리 애'라는 인상뿐 이름을 잊어버리고, 좋아하는 '빨간 머리 아이'는 돌아봐주지도 않는다. 하지만 상냥함과 인내는 봐줄 만하다. 아버지는 이발소를 하고 있다(작가의 아버지도 이발사였다). 머리는 금발이라 제대로 그려지지 않으며, 머리카락이 없다고 여겨지기도 한다. 미국에서는 미워할 수 없는 사람을 두고 '찰리 브라운'이라고 부르기도 한다.
발렌타인 선물이나 핼러윈 파티는 꿈도 꿀 수 없는 존재다(주인과는 반대로 스누피는 언제나 발렌타인 선물을 한아름 안고 찰리를 지나친다).

### 스누피
찰리 브라운의 반려견. 둘의 인연은 깊은 사이지만 얼마나 시간이 지나도 찰리 브라운의 이름을 기억하지 못하고 '둥근 머리 애(round-headed boy)'라고 부른다(연재 초기에는 '찰리 브라운'이라고 불렀다). 연재 당초에는 보통 비글견이었으나 이야기가 거듭되며 지적으로 변해가며 2족보행을 하게 되어, 결국에는 저작활동을 시작하거나, 변호사, 의사, 심지어 전투기 파일럿 놀이까지 하게 되었다. 하지만 사람의 말을 할 수 없어서 그의 대사는 말하고 있는 것이 아니라 머릿속에서 그가 생각하고 있는 것으로 표현된다(단, 찰리 브라운과는 말이 통한다고 생각되는 묘사가 있다). 생일은 8월 10일이거나 8월 28일, 태어난 곳은 데이지 힐 강아지 농장(Daisy Hill Puppy Farm)이며, 8마리 형제 중 하나이다. 만화가 시작되고 나서 이틀 후인 1950년 10월 4일에 처음 등장했다.
좋아하는 것은 초코칩 쿠키와 피자, 루트 비어(미국 아이들 사이에 인기있는 음료)등등. 사냥개이면서도 토끼를 좋아한다. 싫어하는 것은 옆집 고양이(이름은 WW2로 제2차 세계 대전을 가리킨다. 작가 슐츠는 2차대전당시 포병으로 참전하기는 했지만, 강아지가 다칠까봐서 포격을 하지 않을 정도로 전쟁을 싫어하고 생명을 사랑했다.), 코코넛, 사탕무 등이 있다. 폐소공포증이 있어 개집 지붕 위에서 잔다. 자면서 지붕에서 떨어지지 않는 것은 작가의 말에 따르면 '새들의 발 구조와 같이 귀 근육이 수축하여 지붕을 잡고 있어서 떨어지지 않게 하고 있으니까'인 듯하다. 시력이 나빠, 평상시에는 콘택트렌즈를 낀다. 머리카락을 기르지 않았던 것을 후회하기도 한다. 사랑에 잘 빠져 몇 번인가 결혼 직전까지 이야기가 진행되기도 했으나 모두 파국으로 끝난다. 결혼식 직전에 중매인으로 불렀던 형 스파이크에게 약혼자를 뺏긴 적도 있다.
스누피의 첫 주인은 찰리 브라운이 아니었다. 라일라는 여자애가 첫 주인이었지만 라일라의 집은 개를 못 키우는 집이라 찰리에게 가게 됐고, 라일라가 가끔 발렌타인 카드를 보내며 ,라일라가 입원했을 때 병문안을 간 적도 있다.
1980년경부터는 스케이트 링크의 정빙기 '잼보니' 운전을 시작하며 1991년에는 '세계 제일의 잼보니 운전사'로 잼보니 사에서 표창을 받았다.
귀를 회전시켜 헬리콥터처럼 비행할 수도 있다. 나르시스트이기도 해서, '물그릇의 물에 내 얼굴이 비친다. 난 목이 마르지만 물을 마시면 내 얼굴이 보이지 않을 거야. 그럼 그냥 날 보고 있는 게 낫겠다.'라는 대사를 하는 에피소드도 있다.
- 개집

스누피가 사는 개집은 4차원 공간인지 지하실인지(찰리 브라운의 이야기에 의하면 계단이 있기에 지하실은 있는 듯하다), 겉에서 봐서는 상상할 수 없을 정도로 넓다. 현관 홀에는 카펫이 깔려 있고, 관엽 식물이 놓여있거나, 텔레비전, 에어컨, 탁구대, 당구대까지도 설치돼 있다고 한다. 개집 안은 몇 개의 방으로 나뉘어 있어 도서실 같은 것도 있다. 때때로 찰리 브라운이나 라이너스, 슈로더가 집의 대청소를 돕는다. 예전에는 고흐의 그림이 걸려 있었으며(1966년 9월 19일의 화재로 소실), 현재는 앤드루 와이어스의 그림이 걸려 있다. 스누피가 옆집 고양이를 놀릴 때 집 윗부분이 파괴되거나 전체적으로 구멍이 나기도 한다.
초기에는 정면과 측면 사이의 각도로 그려졌으나, 측면 그림만 그려지게 되었다. 작가에 따르면 개집을 옆에서만 그린다면 독자도 스누피의 '역할 놀이'(비행사로 분장한 스누피에게는 개집도 전투기가 되므로)에 좀 더 감정이입을 할 수 있지 않을까 하고 생각했다고 한다. 지하실이 있다는 이야기도 이 때쯤부터 시작된 이야기다.
- 밥그릇, 물그릇

스누피는 여러 가지 색의 그릇을 갖고 있는데, 보통은 빨간 그릇이 밥그릇, 노란 그릇을 물그릇으로 사용한다. 그릇의 직경은 10.25cm(그릇을 5280번 돌면 1마일이라는 이유로). 그릇은 벌레의 경기장으로 쓰이는 에피소드도 있다. 겨울에는 그릇을 썰매삼아 타기도 한다.
밥그릇은 스누피에게 중요한 물건으로, 여행을 갈 때도 모자같이 밥그릇을 쓰며 어디든지 갖고 다닌다. 그러나 먹보인 스누피는 개밥을 먹을 때 그릇을 핥아대기 때문에 곧 바닥에 구멍을 내 버린다. 그 소비량에 대해서는 '이 이상 그릇을 새로 사 줘야 한다면 찰리의 아버지의 이발소를 닫아야 할지도 모른다'라는 묘사가 나오는 부분이 있다.
물그릇은 개집 수준으로 미스테리이다. 물그릇에서 낚시를 하기도 하고, 고래 관찰을 하기도 한다. 물그릇에 머리를 박고 있는 것이 스누피의 휴식 방법이기도 하다.

### 우드스톡
스누피의 친구인 새로 타자기를 대신 치는 비서 역할도 한다. 하는 말이 펜으로 그어댄 듯한 점과 감탄부호뿐이지만 스누피와는 말이 통한다. 철새(어느 종류인지는 자신도 스누피도 모른다)인데도 철에 따라 이동하지 않는 경우도 많다. 제대로 날지 못한다. 높은 곳을 나는 것을 두려워해 눈을 감고 날며, 고도 10피트 이상이 되면 코피가 난다. 하지만 우드스톡은 매가 되고 싶다고 생각하는 듯하다. 스누피와 마찬가지로 콘택트렌즈를 끼고 있다. 우드스톡도 소형의 잼보니를 운전하며, 스누피와 함께 얼어붙은 수반(水盤)에서 아이스하키를 즐긴다. 스누피 정도는 아니지만 변장을 하고 나오는 일이 많다. 자존심이 강하고, 길거리에 떨어진 빵조각을 먹는 건 품위에 손상이 간다고 생각해서 먹지 않거나, 라이너스가 실수해서 태워먹은 빵을 던져줬을 때는 도로 차내버리기도 한다. 추수감사절에는 칠면조같이 먹혀버리지 않을까 두려워하며, 어머니날에는 스누피와 함께 꽃다발을 건네려 어머니를 기다린다. 하지만 그의 친척 중에 모습을 나타냈던 것은 할아버지뿐이었다(그것도 회상 장면으로, 새장에 갇혀있다가 도망치는 장면이다). 스누피가 결성한 '비글 스카우트'의 일원이기도 하다. (다른 멤버는 올리비에, 콘래드, 해리엇, 빌, 프레드, 레이먼드, 로이, 윌슨이며, 모두 똑같이 생겼고 레이먼드만이 갈색이다). 등장 초기에는 이름이 없이 루시에게 '멍청한 새'라고 불렸다. (이름이 우드스톡이라 정해진 것은 1970년 6월 22일이다.)

### 샐리 브라운
찰리 브라운의 여동생. 라이너스를 짝사랑한다. 1959년 8월 23일에 처음으로 등장.

### 루시 반 펠트
본명은 루실 반 펠트. 슈뢰더를 짝사랑한다. 기본요금 5센트의 '마음의 상담소'를 열기도 한다. 1952년 3월 3일부터 등장.

### 라이너스 반 펠트
루시의 남동생. 항상 담요를 끼고 엄지손가락을 빨고 있다. 담요가 없으면 불안해하며, 담요가 없어져서 생기는 일에 대한 에피소드도 있다. 스누피 역시 해당 담요를 좋아하는지 기회가 될 때마다 라이너스에게서 담요를 빼앗아간다. 1952년 9월 19일부터 등장.

### 리런 반 펠트
루시, 라이너스의 남동생. 라이너스와 닮았지만 담요가 없는 것으로 구분할 수 있다. 엄마의 자전거 뒷좌석에 앉아 있는 에피소드가 많다. 1973년 3월 26일부터 등장.

### 슈뢰더
베토벤을 존경하는 작은 음악가. 항상 피아노를 치고 있다. 루시의 구애를 열심히 무시한다. 1951년 5월 30일부터 등장.

### 페퍼민트 패티
본명 패트리시아 라이처드. 수업시간엔 항상 졸고 있으며 성적은 D-. 남몰래 찰리 브라운을 짝사랑한다. 찰리를 '척'이라고, 루시를 '루실'이라고 부른다. 처음에는 스누피를 '이상한 얼굴을 한 애'라고 생각하고 있었다. 마시는 패티를 '선생님(Sir)'이라고 부르지만 패티는 그것을 싫어하고 있다. 1966년 8월 22일부터 등장.

### 마시
페퍼민트 패티를 선생님이라 부르며 따라다니는 안경 낀 여자아이. 찰리 브라운을 짝사랑하며, 이 부분이 언급되는 에피소드에서는 패티와 라이벌 관계에 놓인다. 찰리 브라운을 찰스라고 부른다. 1971년 7월 20일부터 등장.

### 프랭클린
성적우수, 찰리 브라운의 좋은 상담 상대. 메인 캐릭터 중 거의 유일한 아프리카계. 1968년 7월 31일부터 만화에 등장.

### 픽펜
언제나 먼지투성이로, 먼지를 끌고다닌다. 픽펜이라는 이름은 본명이 아니며, 아버지가 '픽펜 1세'라고 불렸었다. 비가 오나 눈이 오나 먼지투성이. 1954년 7월 13일 만화에 처음 등장했다.'픽펜'이란 이름은 돼지우리라는 뜻이다.

## 스누피의 형제, 가족
스누피의 가족은 모두 데이지 힐 강아지 농장에서 자랐다. 모두 담당하는 악기가 하나씩 있다.

### 스파이크
스누피의 형. 외모는 올라프를 제외한 모든 형제들이 스누피와 비슷하고, 조금씩 차이가 있다. 수염이 있으며 비쩍 마른 몸에 졸린 눈을 하고 늘 모자를 쓰고 있다. 사막에서 혼자 살고 있다.

### 올라프
스누피의 동생. 다른 가족들과는 다르게 다소 통통한 배가 나와있다. 담당 악기는 병이다.

### 마블스
스누피의 자아중 하나로 투쟁심이 대단하고, 운동과 격투에 능하다. 오토바이 경주 에피소드에 등장한다. 등장이름은 복면 마블이다.

### 벨
스누피의 여동생. 스누피가 전쟁놀이를 할 때면 십자사의 간호사가 된다. 캔자스 시에 산다.

### 스누피의 부모
백발의 스누피의 아버지는 플로리다주에서 은거 생활을 하고 있다. 스누피는 어머니에게서 (소설 투고를 거절당하듯) 가족에게 편지 보내는 것을 거부당한 적이 있다.

## 스누피의 변장
스누피는 여러 가지 가장 흉내를 낸다. 조 쿠르나 제1차 세계 대전의 격추왕 등, 그 종류만 해도 140종이 넘는다고 알려져 있다.

### 조 쿨 (Joe Cool)
선글래스가 트레이드 마크인 쿨한 대학생. 캠퍼스를 어슬렁거리며 헌팅 상대를 찾고 있으나 대부분 실패한다.

### 제1차 세계 대전의 격추왕
애기인 솝위드 캐멀을 조종해 시원하게 하늘을 가르는 파일럿이다. 포커기에 탄 라이벌 레드 바론과의 공중전을 벌인다. 밤이 되면 작은 카페(마시의 집)에 가서 루트 비어를 마신다. 이 고글이 붙은 비행 모자와 머플러 모습으로 개집을 타고 있는 스누피는 인기가 많다. 우드스톡이 담당수리병이나 레드 바론의 조수 핑크 바론으로 나오기도 하고, 마시가 프랑스 아가씨 역으로 나오는 경우도 있다.
베트남 전쟁 당시에 작가는 고민 끝에 이 캐릭터를 그리는 만화를 잠시 멈추었다.
11월 11일의 재향군인의 날에는 작가의 친구이자 만화가인 빌 몰딘의 집에 가서 루트 비어를 마시기도 한다.

### 소설가
매번 '어두운 폭풍우치는 밤의 일이었다'라는 문장으로 시작하는 소설을 타자기로 치지만, 그 때마다 출판사에서 퇴짜를 맞는다(출판사가 스누피에게 보내는 거절편지의 내용과 전송 방식이 모두 창의적이다). 유일하게 출판된 책도 1부만 나오고 절판된다. 친구들, 특히 루시에게서 조언을 받는데 그다지 참고가 되지 않는다.

### 세계적으로 유명한 비글 스카우트
보이스카우트의 일종. 단원들은 우드스톡을 비롯한 새들이며, 새들도 이상한 친구들뿐이라 가져가지 못할 만큼 기념품을 사거나, 케이크를 가져오거나, 케이크를 가져온 해리엇과 빌이 사랑의 도피를 해버리거나 한다.

### 우주비행사
실제로 스누피가 달에 간 적도 있다.